# Szlovénia címere

Szlovénia címere

Szlovénia címere egy vörös szélű kék címerpajzsból áll, melyen egy stilizált fehér hegy látható (az ország legmagasabb pontjának, a Triglavnak szimbóluma). A hegy alatt két hullámvonal látható, ami a folyókat és a tengert jelképezik. A csúcsok feletti, csúcsára állított háromszögben elhelyezett három hatágú arany csillag a cillei grófok (szlovénül: Grofje Celjski – a legnagyobb uralkodóház volt a 14–15. században) címeréről származnak.
A címert 1991-ben Marko Pogačnik tervezte.

## Történelem
A hegyet és a vizeket ábrázoló vonalak a hatodik jugoszláv tagköztársaság szocialista címeréből származnak. Az egykori címer búzakalászokkal volt körülvéve, melyeket hársfalevelek díszítenek. A címer tetején egy vörös csillag volt látható.

A Szlovén Szocialista Köztársaság címere